# Deus Ex (серия игр)
Deus Ex — серия компьютерных игр в жанре Action/RPG с элементами шутера от первого лица и стелс-экшн. Первые две игры серии были разработаны американской студией Ion Storm, последующие — Eidos Montreal. Действие серии Deus Ex, оформленной в духе научной фантастики, происходит в разных странах мира в близком будущем — с 2027 по 2072 годы. В сюжетах игр серии важную роль играют футуристические, но правдоподобные технологии и их влияние на общество, а также темы трансгуманизма, теорий заговора и борьбы тайных организаций за власть над миром. Отдельные игры серии — прежде всего Deus Ex (2000) и Deus Ex: Human Revolution (2011) — получили чрезвычайно высокие оценки критики и множество наград. Выпускались также основанные на играх художественные книги и комиксы.
29 января 2024 года стало известно, что Embracer, владеющая компанией Eidos Montreal, отменила следующую (после Deus Ex: Mankind Divided) игру во вселенной Deus Ex.

## Состав
| Год  | Название                                 | Платформы             | Платформы                      | Платформы                       | Разработчик          | Издатель          |
| Год  | Название                                 | ПК                    | Игровые приставки              | Портативные устройства          | Разработчик          | Издатель          |
| ---- | ---------------------------------------- | --------------------- | ------------------------------ | ------------------------------- | -------------------- | ----------------- |
| 2000 | Deus Ex                                  | Windows, macOS        | PlayStation 2                  | —                               | Ion Storm            | Eidos Interactive |
| 2003 | Deus Ex: Invisible War                   | Windows               | Xbox                           | —                               | Ion Storm            | Eidos Interactive |
| 2011 | Deus Ex: Human Revolution                | Windows, macOS        | PlayStation 3, Xbox 360, Wii U | —                               | Eidos Montreal       | Square Enix       |
| 2013 | Deus Ex: The Fall                        | Windows               | —                              | iOS, Android                    | N-Fusion             | Square Enix       |
| 2016 | Deus Ex Go                               | Windows               | —                              | iOS, Android, Windows 10 Mobile | Square Enix Montreal | Square Enix       |
| 2016 | Deus Ex: Mankind Divided                 | Windows, macOS, Linux | PlayStation 4, Xbox One        | —                               | Eidos Montreal       | Square Enix       |
| 2017 | Deus Ex: Mankind Divided — VR Experience | Windows               | —                              | —                               | Eidos Montreal       | Square Enix       |
| 2017 | Deus Ex: Breach                          | Windows               |                                |                                 | Eidos Montreal       |                   |

## История
Оригинальная игра была разработана американской студией Ion Storm и издана английской компанией Eidos Interactive 22 июля 2000 года. Её продолжение, Deux Ex: Invisible War, также созданное Ion Storm и изданное Eidos Interactive, поступило в продажу в 2003 году. После покупки Eidos Interactive в 2009 году японской корпорацией Square Enix, права на серию игр отошли к последней. Deus Ex: Human Revolution, разработанная компанией Eidos Montreal и выпущенная Square Enix, вышла спустя почти 8 лет после выпуска Invisible War, 10 мая 2011 года на платформах Windows, Xbox 360 и PlayStation 3. 5 июня 2013 года была анонсирована Deus Ex: The Fall, которая вышла в том же году для устройств под управлением iOS. 25 февраля 2014 года была анонсирована для Microsoft Windows. Deus Ex: Mankind Divided была анонсирована в 2015 году. Изначально игра должна была выйти 23 февраля 2016 года, но впоследствии выход игры был задержан ровно на 6 месяцев, до 23 августа 2016 года.

## Сюжет
Все игры объединены общим миром — планетой Земля в недалеком будущем, антиутопичным сеттингом в духе научной фантастики и особенно киберпанка. Игры включают в себя борьбу нескольких секретных организаций за власть над миром. Некоторые из таких появляющихся в играх тайных обществ являются полностью вымышленными, другие основаны на реальных прообразах и существующих теориях заговора. Так, в играх серии в подобном качестве фигурируют иллюминаты, тамплиеры, «Маджестик-12» и FEMA. Огромную роль в играх играют темы трансгуманизма и расширения возможностей человеческого тела благодаря новым технологиям — для таких модификаций организма в играх используется термин «аугментация».
События оригинальной Deus Ex происходят в 2052 году. Главным героем выступает Джей-Си Дентон. События Deux Ex: Invisible War разворачиваются спустя 20 лет после событий оригинала, в 2072 году. Протагонистом данной части является Алекс Ди (задаваемый игроком персонаж мужского или женского пола).
Deus Ex: Human Revolution является хронологически первой игрой серии, её действие разворачивается в 2027 году. Игрок берет под управление Адама Дженсена, главу охранного отдела компании Sarif Industries, которая занимается разработкой и выпуском механических аугментаций. В результате нападения группы наемников на штаб-квартиру компании, Дженсен оказывается тяжело ранен и для его спасения Sarif Industries устанавливает свои аугментации. В ходе игры Дженсену необходимо выяснить, кто совершил нападение на его компанию. В Deux Ex: The Fall, как и в Deus Ex: Human Revolution, действия происходят в 2027 году. Главным героем является бывший британский наемник SAS Бен Саксон. Deus Ex: Mankind Divided является сиквелом Deus Ex: Human Revolution. События игры происходят в 2029 году, через 2 года после событий Human Revolution. Главным героем игры вновь выступает Адам Дженсен, который со времени событий, описанных в Human Revolution стал агентом Оперативной группы 29, специального подразделения Интерпола.

## Отзывы и критика
| Игра                      | GameRankings                                                                   | Metacritic                           |
| ------------------------- | ------------------------------------------------------------------------------ | ------------------------------------ |
| Deus Ex                   | (PC) 91.03% (MAC) 94.00% (PS2) 82.97%                                          | (PC) 90 (PS2) 81                     |
| Deus Ex: Invisible War    | (PC) 83.65% (XBOX) 85.36%                                                      | (XBOX) 84 (PC) 80                    |
| Deus Ex: Human Revolution | (PC) 90.19% (PC) 92.50% (X360) 89.57% (X360) 92.67% (PS3) 89.89% (WIIU) 89.30% | (PC) 90 (PS3) 89 (X360) 89 (WIIU) 88 |
| Deus Ex: The Fall         | (IOS) 70.06% (PC) 43.78%                                                       | (iOS) 69 (PC) 45                     |
| Deus Ex Go                | (IOS) 81.32%                                                                   | (iOS) 81                             |
| Deus Ex: Mankind Divided  | (PC) 81.96% (XONE) 85.62% (PS4) 83.75%                                         | (PS4) 84 (PC) 83 (XONE) 83           |

Игры серии были высоко оценены критиками и рецензентами, а также игровым сообществом.
Оригинальная игра была хорошо принята как игроками, так и критиками, получила несколько наград «Игра года» и была многократно названа одной из лучших игр в истории. Deus Ex: Human Revolution в России была тепло принята — Игромания поставила игре оценку 9.5 из 10, отмечая огромное сходство с оригиналом, стиль игры в целом, сюжет, и продвинутую боевую систему, однако критиковалась плохая анимация персонажей и устаревший игровой движок. Deus Ex: Mankind Divided на выходе игра получила в основном положительные отзывы в российской игровой прессе. Издание Игромания поставило игре 9 баллов из 10 возможных.
| В первую очередь Mankind Divided живёт и здравствует за счет Human Revolution: ключевая механика изменилась мало, хотя и была приведена в соответствие с временем. Знакомые достоинства игра сохранила в полном объёме, да ещё и новых сверху с горкой насыпалось. Абсолютно не важно, что в своей основе это та же игра, что и в 2011 году. Её нишу за эти годы никто не занял, а ждали мы долго. — игровой журнал «Игромания» |

## Продажи
В 2018 году, благодаря уязвимости в защите Steam Web API, стало известно, что точное количество пользователей сервиса Steam, которые играли в Deus Ex: Human Revolution - Director's Cut хотя бы один раз, составляет 1 358 070 человек, в Deus Ex: Mankind Divided — 1 155 405 человек, в Deus Ex: The Fall — 181 210 человек, в Deus Ex: Breach — 20 556 человек.
В мае 2022 года стало известно, что общие продажи Deus Ex: Human Revolution, Deus Ex: Human Revolution - Director's Cut и Deus Ex: Mankind Divided превысили 12 млн копий, а число загрузок мобильных проектов Deus Ex: The Fall и Deus Ex: GO достигло 2 млн.